# Salenthal
 Salenthal (en alsacià Sàledàl) és un antic municipi i actual municipi delegat francès, situat a la regió del Gran Est, al departament del Baix Rin. L'any 1999 tenia 165 habitants. Limita amb Singrist al nord-est, Allenwiller al sud, Birkenwald al sud-oest i Dimbsthal al nord-oest.
A finals del 2015 es va unir als municipis de Birkenwald, Allenwiller i Singrist i crear Sommerau.

## Demografia
| 1962 | 1968 | 1975 | 1982 | 1990 | 1999 |
| ---- | ---- | ---- | ---- | ---- | ---- |
| 113  | 123  | 123  | 121  | 140  | 165  |

## Administració
| Període | Identitat         | Partit |
| ------- | ----------------- | ------ |
| 2001-   | Jean-Louis Antoni |        |